# 사파티스타 민족해방군
사파티스타 민족해방군(스페인어: Ejército Zapatista de Liberación Nacional; EZLN)은 멕시코의 치아파스주의 기반을 둔 무장 혁명 단체이다. 1994년부터 사파티스타는 "멕시코 국가에" 전쟁을 선포한 상태이다. 이들의 사회적 기반은 주로 원주민이나 도시 지역이나 국제 웹상에서도 지지자가 있다. 이들의 주 대변인은 마르코스 부사령관 (Subcomandante Marcos)이다. 그의 본명은 라파엘 세바스티안 기옌 비센테(Rafael Sebastián Guillén Vicente, 1957)로 밝혀졌다. 
사파티스타란 명칭은 농업 개혁을 주장하고 멕시코 혁명 당시 남부 해방군(Ejército Libertador del Sur)의 사령관이었던 에밀리아노 사파타에서 나왔다. 사파티스타 민중 해방군은 자신들의 그 이념적 계승자라고 보고 있다. 거의 모든 EZLN 마을에는 에밀리아노 사파타, 체 게바라, 부사령관 마르코스가 함께 있는 벽화를 볼 수 있다.
이들의 이념은 자유지상주의적 사회주의, 자유지상주의적 자치주의(libertarian municipalism), 자유지상주의적 마르크스주의(libertarian Marxism), 마야 원주민의 정치 사상이 결합되어 있다. 이들은 광범위한 대안세계화, 反신자유주의 사회 운동과 연대하며, 원주민의 지역 자원(특히 토지) 통제를 추구한다. 뉴욕 타임즈에서는 사파티스타를 최초의 "포스트모던" 혁명이라고 불렀다. 1994년 반란 이래 무기 사용을 억제한 이 무장 혁명 단체가 멕시코 군대의 압도적인 위력에 대항하고 있다는 것이다. 사파티스타는 멕시코와 전 세계의 공산주의, 무정부주의 단체의 지원을 구하는 새 전략을 재빨리 채택했다. 이들은 인터넷으로 자신들의 성명을 발표하고, 비정부기구와 연대 집단의 지원을 얻어내고자 했다. 사파티스타 운동에 대한 관심은 Rage Against the Machine, Leftöver Crack, Brujeria 밴드의 지원 덕분에 늘어나기도 했다. 사파티스타는 "People of the Sun"과 "War Within a Breath" 등 Rage Against the Machine의 음악에서 등장하기도 하였다.

## 역사
"우리는 무력으로 우리의 해결책을 강제하길 원치 않으며, 민주적인 공간을 만들고자 합니다. 우리는 이전의 게릴라 전쟁식의 고전적인 무장 투쟁을 능사로 여기지 않습니다. 전쟁에서 중요한 것은 군사 대립이 아닌 정치입니다. 우리는 전쟁을 일으켜 죽거나 죽이려고 하지 않습니다. 우리는 경청하기 위해 싸웁니다. 
부사령관 마르코스"
1994년 1월 1일 북아메리카 자유무역협정(NAFTA)가 발효되던 날에 사파티스타 민족해방군이 출범하였다. 그해 1월 8일 이들은 라칸돈(Lacandon) 밀림에서 처음으로 혁명법을 선언한다. 이 선언에서 사파티스타는 멕시코 정부에 선전 포고하였는데, 이들은 국가를 완전히 불법으로 선언할만큼 대중의 의지와 공감하였다.
당초 사파티스타 민족해방군의 목표는 멕시코 전역에 혁명을 선동하는 것이었으나, 그렇게 되지 않자 이들은 자신들의 반란을 발판삼아 NAFTA 체결에 대항하는 자신들의 운동에 세계의 관심을 불러 일으키고자 하였다. 이들은 NAFTA가 치아파스의 빈부 격차를 심화시킨다고 생각였다. 사파티스타는 65년간 제도혁명당(PRI)이 지배하고 있는 멕시코 정부의 민주화를 요구하였으며, 1917년 멕시코 헌법에서 규정하였지만 제도혁명당이 무시하다시피하던 토지 개혁도 주장하였다. 사파티스타 민족해방군은 멕시코에 대해 독립보다는 자치를, 그리고 치아파스에서 생산하는 천연 자원 수입이 더욱 치아파스의 인민에게 돌아가도록 요구하였다.
1994년 1월 1일 아침, 약 3,000여명의 사파티스타 반란군이 오코싱고, 라스 마르가리타스, 옥스추크, 란초 누에보, 알타미라노, 차날 등 치아파스의 마을과 도시를 점령하였다. 이들은 산 크리스토발 교도소의 죄수를 풀어주었으며, 이 지역 경찰서와 병영 건물에 불을 질렀다. 게릴라는 잠시 성공을 거두었지만, 다음날 멕시코 육군이 반격하여 오코싱고 시장과 인근에서 치열한 전투가 벌어졌다. 사파티스타 군대는 상당한 사상자를 내고 도시를 떠나 밀림으로 물러났다.
치아파스의 무장 충돌은 1994년 1월 12일에 저명한 해방 신학자인 산 크리스토발 데 라스 카사스 가톨릭 관구의 사무엘 루이스 주교의 중개로 휴전이 이루어져 끝났다. 1994년 사파티스타 군대가 점령한 땅 일부는 이들이 계속 지켰지만, 1년 남짓 점령하다 1995년 2월 멕시코 군대가 급습하며 빼앗겼다. 이 공격으로 사파티스타 마을은 대부분 잃었으나, 반란군은 멕시코 군대의 전선을 뚫고 산지로 도망쳤다.
주요 통로마다 멕시코군의 막사가 들어섰으나, 게릴라 운동의 지휘관을 잡지 못하였다. 사파티스타 세력이 기동성을 얻고 신문 코무니카도스(comunicados)지 등 매체를 통해 선전을 강화하였으며 시간이 지나 라칸돈 밀림의 여섯 번째 선언으로 더 이상 군사 행동을 하지 않겠다고 발표하자 멕시코 정부는 무력 진압 대신 협상책을 쓰게 되었다. 라칸돈 밀림의 첫 번째 선언 이후 뒤이어 발표한 여러 선언에서는 정치적인 창구와 더불어 치아파스 주 정부의 여러 기능을 인정하는 비폭력 방책에 초점을 맞추었다. 라스 아베하스 평화주의자와 같은 치아파스 내의 다른 단체는 자신들의 목적을 위한 폭력을 거두지 않은 채 사파티스타 혁명의 여러 목표를 지지하였다. 인터넷 덕분에 수많은 좌익 국제 단체가 이 운동에 지지하게 되었다. 정부와 사파티스타 민족해방군의 회담은 1996년 산 안드레스 합의에 이르러 토착 주민에게 자치와 특별한 권리를 부여하였다.
1996년 치아파스에서 인류를 위한 반신자유주의 대륙간 회합이 열려, 미국, 아르헨티나, 에스파냐, 이탈리아, 독일, 오스트리아, 스위스, 프랑스, 영국 등 해외 여러 사파티스타 지지 단체가 모였다.
2001년 80여 년 만에 처음으로 제도혁명당 출신이 아닌 비센테 폭스가 대통령이 되자, 사파티스타는 멕시코 의회에 자신들의 입장을 보이고자 멕시코 시로 행진하였다. 폭스 대통령은 전에 자신이 "15분 만에" 이 갈등을 끝낼 수 있다고 말하였지만, 사파티스타는 성급한 합의를 거부하고 치아파스에 32개 "자치구"를 설치하여 정부의 지원이 아닌 국제 기구의 자금 지원으로 어느 정도 자신들의 요구 사항을 실행하였다.
2005년 6월 28일, 사파티스타는 라칸돈 밀림의 여섯 번째 선언에서 멕시코와 세계에 대한 자신들의 원칙과 전망을 밝혔다. 이 선언에서 치아파스 주 인구 중 약 1/3을 차지하는 원주민들에 대한 지지를 다시 요청하였으며, 사파티스타의 대의를 "멕시코에서 착취당하고 소외받는 모든 자들"로 확대하였다. 이는 사파티스타 운동이 국제 대안세계화 운동에 공감함을 표명하는 것이며, 쿠바, 볼리비아, 에콰도르 등 같은 대의를 가진 사람들에게 물질적 원조 제공을 제의하였다. 선언문은 멕시코와 해외에서 사회 정의를 위해 투쟁하는 사파티스타에 돈보다는 인간적인 존중으로 동참할 것을 청하면서 끝난다. 이 선언은 당시 대통령 선거 캠페인에 반대한 대안적인 전국 캠페인(다른 캠페인)을 요구하였다. 대안 캠페인을 준비하면서, 사파티스타는 600개가 넘는 좌파 단체와 원주민 단체, 비정부 기구를 자신의 영토로 초청하여, 인권에 관한 그들의 요구를 듣고자 하였는데, 격주로 진행된 일련의 회합은 멕시코가 에스파냐에서 독립했음을 기념하던 9월 16일에 총회가 열렸다. 이 회합에서 부사령관 마르코스는 이들 단체에 여섯 번째 선언에 대한 공식적인 지지를 요청하였으며, 2006년 1월에 시작한 선거 캠페인과 동시에 31개 멕시코 전체 주를 여섯 달간 사파티스타가 순행한 데 대하여 설명하였다.

## 이념

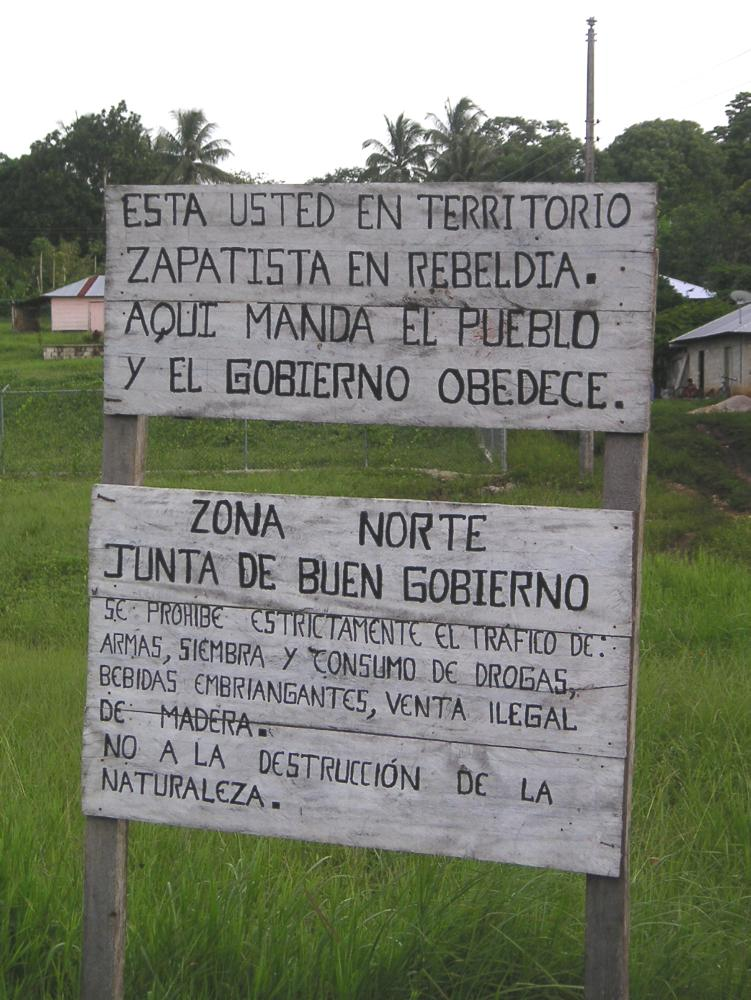
이 표지판은 에스파냐어로 위쪽에는 "당신은 사파티스타 반란군 영토에 있습니다. 이곳에서 인민은 명령을 내리고, 정부는 이에 복종합니다.", 아래쪽에는 "북부 지역. 좋은 정부 위원회, 무기 거래, 마약 재배, 마약 사용, 알코올 음료, 목재 불법 판매는 엄금. 아무도 자연을 파괴해서는 안됩니다."라고 나와 있다. 치아파스, 307번 연방국도.

사파티스타의 이념(Zapatismo)은 마야의 전통 의식에 무정부주의, 자유지상주의적 사회주의, 마르크스주의의 요소를 결합한 것이다. 멕시코에는 오랫동안 자유연합주의의 역사가 있었으며, 사파티스타 이념은 이를 계승하였다. 상호 부조의 개념과 조화되어 "모두에게 모든 것을, 우리 자신에겐 아무것도"(Para todos todo, para nosotros nada)라는 사파티스타의 표어도 있다.
사파티스타 민족해방군은 신자유주의 세계화에 반대하는데, 세계화는 토착민의 생활 기반에 심각한 악영향을 끼치고, 전 세계 인민을 억압한다는 것이다. 사파티스타가 반대하는 신자유주의 정책의 일례로 북아메리카 자유무역협정이 있다. 이는 대량생산으로 값싼 미국의 농작물이 멕시코 시장에 개방되는 문제를 떠나서, NAFTA는 멕시코의 농업 보조금을 중지시키게 되며, 보조금을 받고 비료를 쓰며 기계로 수확하는 유전자 조작 미국산 수입품과 경쟁할 수 없는 여러 남부 멕시코 농부들의 생활 수준과 수입을 현격히 떨어뜨리게 된다. 그리고 자유무역협정 체결로 과거 멕시코 전역의 토착민 집단에 토지 보상을 보장했던 멕시코 헌법 제27조 12항이 삭제된다.
사파티스타 이념의 또다른 중요한 요소로 이들은 새롭고 참여적인 방법으로, 위쪽이 아닌 아래에서 정치를 바꾸려는 열망이 있다. 사파티스타는 현재의 멕시코 정치는 인민과 인민의 요구와 명백히 유리된 채 그저 대의제도만 견지하여 태생적으로 결함이 있다고 보고 있다. 그 대신에 사파티스타 민족해방군은 공무원의 임기를 2주로 제한하여 뚜렷한 조직 지도자를 두지 않으며, 인민이 주된 결정과 전략, 전망을 결정해야 한다고 하여 급진적인 참여 민주주의를 주장한다. 마르코스가 밝힌 바 있듯이, "나의 진정한 지휘관은 바로 인민이다". 이 원칙에 따라 사파티스타는 정당이 아니며 국가 전체의 정권을 추구하지 않는데, 정당은 체제 내에서 권력을 잡고자하여 현행 정치 체제를 영속화하기 때문이다. 대신에 사파티스타는 전체 체제를 바꾸고자 한다.
여타 혁명 조직과 다른 방식으로 사파티스타 민족 해방군이 1994년 첫 봉기 전에 배포한 문서에서는 인민은 사파티스타 민족 해방군의 어떠한 부조리한 행위에 대해 저항할 권리가 있다고 명시하였다. 문서에는 또 인민에 대하여
혁명 무장군에 사회 질서를 유지하거나 농업, 상업, 금융, 산업과 관련한 자본을 재분배하는데 개입하지 않도록 요구할 수 있다. 이는 자유로이 민주적으로 선출한 민간 정부가 담당해야 할 일이기 때문이다.

라고 나와있다.
또 인민은 "농업, 상업, 금융, 상업 자본을 재분배하는 법에 따라, 혁명군이나 정부가 무력으로 이를 침해할 시 자신과 가족, 재산을 지키기 위해 무기를 가져야" 한다고 덧붙였다.

### 여성 혁명법
1994년 1월 8일 라칸돈 정글의 첫 번째 선언에서 사파티스타는 멕시코 인민과 정부, 세계에 자신들의 혁명법을 제시하였다. 이 가운데 여성 혁명법이 있는데, 내용은 아래와 같다.
1. 여성은 인종, 신앙, 피부색, 정치적 성향에 상관없이 자신의 의지와 역량에 따라 혁명 투쟁에 참여할 수 있다.
2. 여성은 일하고 정당한 임금을 받을 권리가 있다.
3. 여성은 자신이 낳아 키우려는 자녀의 수를 결정할 권리가 있다.
4. 여성은 공동체의 일에 참여하고 자유롭고 민주적으로 공직을 맡을 권리가 있다.
5. 여성과 그 자녀는 의료와 영양 공급에서 최우선 대우를 받을 권리가 있다.
6. 여성은 교육의 권리가 있다.
7. 여성은 배우자를 고르며 결혼을 강제받지 않을 권리가 있다.
8. 여성은 친척이나 다른이에게 폭력에 당하지 않을 권리가 있다.

## 소통
처음부터 사파티스타 민족해방군은 멕시코 다른 지역이나 세계 전체와 활발하게 소통하였다. 사파티스타는 휴대 전화나 인터넷과 같은 기술을 이용하여 동조하는 사람 및 조직과 국제적인 연대를 이룰 수 있었다. 랩 록 밴드인 레이지 어겐스트 더 머신은 라이브 공연에서 배경박에 붉은 별을 써서 사파티스타 민족해방군을 지지하는 것으로 유명한데, 때로는 콘서트 관객에게 현황을 알리기도 한다. 그리하여 해외 순방을 하는 멕시코 대통령은 늘상 "치아파스 상황"에 관한 소규모 활동가 집단을 만나게 된다. 사파티스타는 사파티스타는 레이지 어겐스트 더 머신의 노래에 곧잘 등장하는데, 특히 "People of the Sun", "Wind Below", "Zapata's Blood", "War Within a Breath"과 같은 곡이 있다.
2001년 이전에 마르코스의 글은 일부 멕시코 신문이나 소수의 국제 신문에 게재될 때가 많았다. 그러다 마르코스가 침묵하자 그와 언론의 관계는 약해졌다. 2004년 8월까지 사파티스타 민족해방군은 정치 상황에 대하여 서한이나 가끔 비판적인 '코무니카도스' 외에는 잠잠하였으며, 2004년 중반에 평화와 화해를 위한 위원회(COCOPA) 대표 루이스 H. 알바레스는 마르코스가 치아파스에서 보이지 않고 있다고 말하기도 하였다. 사파티스타는 전부터 만들었던 지역 정부를 계속 발전시키고 있었지만, 이 시기 언론에서는 이들의 소식을 거의 다루지 않았다.
8월에 마르코스는 짧은 서한 여덟편을 멕시코 언론에 보내어 8월 20일부터 8월 28일까지 게재되었다. 이 글의 제목은 "비디오를 보다"(아마 그해 전에 멕시코 정계에서 일어난 비디오 스캔들을 풍자하는 듯 하다)였다. 이 글은 저예산 사파티스타 비디오의 모양을 글로 묘사하면서 시작과 끝을 장식하고 있으며, 중간 내용에는 그 해 정치 사건과 사파티스타 민족해방군의 현재 자세와 발전에 대한 마르코스의 논평이 실려있다.
2005년 마르코스는 대통령 후보 안드레스 마누엘 로페스 오브라도르를 카를로스 살리나스 데 고르타리에 비교하여(멕시코의 3대 정당인 국민행동당, 제도혁명당, 민주혁명당을 함께 비판하는 것이다) 다시 신문 1면 표제를 장식하였는데, 그때 오브라도르 후보는 자신의 입장과 반대되는 행동을 하며(오브라도르는 과거 자신의 지지자였던 민주혁명당 출신이기 때문이다), 공개적으로 사파티스타 민족해방군에 "적색 경보"를 선언하였다. 그 직후 공식 성명에서 사파티스타 민족 해방군은 공식 지도부(마르코스와 혁명 원주민 비밀위원회CCRI)의 상실에 대비하도록 내부 개혁을 하고 있다고 발표하였다. 사파티스타는 지지 세력의 의견을 들은 뒤 라칸돈 정글의 여섯 번째 선언을 내놓았다.
첫 봉기 이래로 신문 라 호르나다(La Jornada)는 계속 사파티스타 소식을 다루고 있다. 공식 성명과 마르코스의 여러 서한은 라 호르나다 신문에서 게재될 때가 많으며, 이 신문 온라인판에서는 이들의 다른 선거운동에 대한 난을 두고 있다.
독립적인 언론 단체인 인디메디아(Indymedia)도 사파티스타의 발전과 공식 성명을 게재하고 있다.

## 같이 보기
- 사파타주의